# Метт Лусена
Метт Лусена (англ. Matt Lucena; нар. 4 серпня 1969) — колишній американський тенісист.
Найвищу одиночну позицію світового рейтингу — 312 місце досяг 11 жовтня 1993, парну — 62 місце — 6 травня 1996 року.
Здобув 1 парний титул.
Перемагав на турнірах Великого шолома в змішаному парному розряді.

## Фінали турнірів Великого шолома

### Мікст: 1 (0–1)
| Результат | Рік  | Турнір                                | Партнер         | Суперники                  | Рахунок  |
| --------- | ---- | ------------------------------------- | --------------- | -------------------------- | -------- |
| Перемога  | 1995 | Відкритий чемпіонат США з тенісу 1995 | Мередіт Макґрат | Цирил Сук Джиджі Фернандес | 6–4, 6–4 |

## Фінали Туру ATP за кар'єру

### Парний розряд: 2 (1–1)
| Результат | В-П | Дата     | Турнір                 | Покриття | Партнер     | Суперники                       | Рахунок  |
| --------- | --- | -------- | ---------------------- | -------- | ----------- | ------------------------------- | -------- |
| Перемога  | 1–0 | Чер 1995 | Санкт-Пельтен, Австрія | Ґрунт    | Білл Беренс | Лібор Пімек Байрон Талбот       | 7–5, 6–4 |
| Поразка   | 1–1 | Тра 1996 | Атланта, США           | Ґрунт    | Білл Беренс | Хрісто ван Ренсбург Девід Вітон | 6–7, 2–6 |

## Титули на челленджерах

### Парний розряд: (4)
| Ранг | Рік  | Турнір             | Покриття | Партнер     | Суперники                          | Рахунок  |
| ---- | ---- | ------------------ | -------- | ----------- | ---------------------------------- | -------- |
| 1.   | 1991 | Блумфілд, США      | Тверде   | Стів Девріє | Дуг Ейзенман Тед Шермен            | 6–4, 6–3 |
| 2.   | 1995 | Шербур, Франція    | Тверде   | Білл Беренс | Маріус Барнард Стефан Крюґер       | 7–6, 6–1 |
| 3.   | 1995 | Дрезден, Німеччина | Ґрунт    | Нуно Маркес | Майк Бауер Джон Айрленд (тенісист) | 6–1, 6–4 |
| 4.   | 1995 | Познань, Польща    | Ґрунт    | Білл Беренс | Джефф Беллолі Джек Вейт            | 7–5, 6–1 |